# Yernes y Tameza
Yernes y Tameza – gmina w Hiszpanii, w prowincji Asturia, w Asturii, o powierzchni 31,63 km². W 2011 roku gmina liczyła 166 mieszkańców.